# Eusebio Millán
Eusebio Millán fue un escolapio español nacido en Fuentelmonge (Soria), y desde muy joven residente en Barcelona. A él se debe la introducción del baloncesto en España en 1921.

## Biografía
Había conocido el baloncesto estando de misionero en Cuba, llevado a la isla por los soldados que la invadieron en 1906. Tras regresar a España diez años después, en 1921, el padre Millán implantó el deporte de la canasta en las Escuelas Pías de San Antón de Barcelona.
En 1922, Millán fundó el primer club de la ciudad de Barcelona: el Laietà Basket Club.

## Homenajes
La ciudad de Soria le ha dedicado un pabellón de deportes.
La ciudad de Mataró también cuenta con un pabellón deportivo dedicado a este insigne personaje de la historial del baloncesto español.
En la actualidad, da nombre al ente de promoción deportiva Eusebio Millán para el deporte escolar (EMDE). Creado en 1995, se trata del primer ente de promoción deportiva amparado por la nueva Ley del Deporte española. Tiene como principal objetivo el fomento, la práctica y promoción de la actividad físico deportiva y del deporte en los centros escolares católicos españoles. Nació promovido por EDUCACIÓN Y GESTIÓN y FERE con el fin de recuperar la tradición deportiva en los colegios de religiosos de España, recogiendo la tradición de organizar campeonatos deportivos escolares. A nivel internacional, pertenece a la Federación Internacional del Deporte Escolar Católico (FISEC). 